# Raben Group
Die Raben Group B.V. ist ein niederländisches, familiengeführtes Logistikunternehmen. Zum Dienstleistungsspektrum der Raben Group gehören Kontraktlogistik, Lagerlogistik, E-Werkverkehr, nationale Distribution, internationale Distribution, See- und Luftfrachttransporte, intermodale Transporte sowie umfassende Logistikdienstleistungen für Frischeprodukte (englisch Fresh Logistics). Zur Gruppe zählen alle Unternehmen von Raben und Fresh Logistics.

## Unternehmen der Raben Group
- Raben Polska
- Raben Transport
- Fresh Logistics
- Raben Logistics Czech
- Raben Eesti
- Raben Trans European Germany
- Raben Trans European Hungary
- Raben Latvia
- Raben Lietuva
- Raben Netherlands
- Raben Logistics Slovakia
- Raben Ukraine
- Raben Management Services
- ELI-Lagerhaus
- Fenthol & Sandtmann[4]
- Balter Logistics[5]
- Raben Bulgaria
- Raben Trucking & Rental
- Raben Logistics Austria

## Geschichte
Das erste Unternehmen der Raben-Gruppe wurde 1931 in Meddo/Winterswijk, Niederlande, gegründet.
Nach dem Fall des Eisernen Vorhangs begann Raben seine Expansion in die nun an der Marktwirtschaft teilnehmenden Staaten zunächst mit einer Niederlassung in Polen, dann in der Ukraine und den Baltischen Ländern. 2008 folgten Firmenübernahmen in Tschechien und Ungarn sowie die Gründung von Niederlassungen in Rumänien und Bulgarien.
Nach dem Kauf der Sparte Systemverkehre aus der insolventen Birkart Globistics Gruppe erfolgten weitere Zukäufe von Speditionsunternehmen in Deutschland, die 2014 zur Raben Trans Europe Germany zusammengeführt wurden.
In Italien hat Raben seine Anteile an der dortigen SITTAM aufgestockt und ist seit 2019 Mehrheitsgesellschafter.
Derzeit ist die Raben Group in 15 Ländern Europas aktiv: den Niederlanden, Polen, Deutschland, Österreich, Italien, Griechenland, der Tschechischen Republik, der Slowakei, Ungarn, Rumänien, Bulgarien, der Ukraine, Litauen, Lettland und Estland.
Das flächendeckende Transportnetzwerk verfügt über 1.600.000 m² Gesamtlagerfläche und ca. 13.500 Transportmittel. Raben beschäftigt 11.000 Mitarbeiter an über 160 Standorten.